# 柳生利方
柳生 利方（やぎゅう としかた、元和6年（1620年）‐貞享4年8月22日（1687年9月28日））は、江戸時代前期の武士、剣術家、尾張藩士。柳生利厳の次男。通称、茂左衛門。如流斎と号する。

## 略歴

### 尾張柳生家2代目
元和6年（1620年）、尾張柳生家の祖・柳生利厳の次男として誕生した。初名は正厳。
母は正室と伝わる（島清興の娘・珠）。同母兄に清厳・異母弟 に厳包。
兄・清厳は病により家督が継ぐことが叶わぬと、島原の乱で戦死している。
19歳から29歳の10年間、尾張藩嗣子・徳川光友の兵法指南役として新陰流を伝授する。また尾張藩の寄合、供番、目付役にも就任している。
藩主からの信任が厚く、家声を汚さぬ働きと称賛されている。
寛永19年（1642年）弟の厳包を光友に御目見させる。以降、光友から極意について問答があった時は自身ではなく弟の厳包を推挙したという。
慶安元年（1648年）、父・利厳が70歳で隠居すると、利方が家督を継承し、光友の指南は弟の厳包が引き継いだ。
翌慶安2年（1649年）、利方が立ち合いの元、利厳から一切の相伝免許を受けた厳包に道統を継がせる。
厳包の名声・腕前は利方を凌ぐほどであったというが、厳包との不和で一門を去る者もおり、利方には人望があったという。

### 慶安武芸上覧
慶安4年（1651年）利方・厳包兄弟は、将軍徳川家光に武芸を披露するため、諸藩を代表する武芸の達人たちと共に江戸に召集されている。
利方・厳包は2日間にわたって武芸を披露し、4月5日に燕飛、三学、九箇、小太刀、無刀、小太刀を、翌6日には小太刀、無刀、相寸等の勢法を演じた。2人の武芸を見た家光は大いに機嫌を良くし、兄弟に時服と銀2枚を与えた。その様子はただちに2人の主君・光友に伝えられており、徳川頼宣による「柳生兵庫子共、兵法、御らんなされ候間、 弥々、御機嫌能く、御座候故と、目出度存ずる事に候」と記された書状が現存している。この時演じられた勢法の中でも燕飛は出色であり、後々まで「古今無類、面白き事なりしぞ」と賞されたと記されている。

### 晩年
延宝2年（1674年）9月、鉄炮頭に就任。天和元年（1681年）、病により辞して馬廻となる。
老後は如流斎と号する。晩年、「島」姓を名乗っている。
貞享4年8月22日(1687年9月28日)68歳で亡くなる。
法名は、一溪如流居士。墓は白林寺。
その後、弟の厳包の養子に息子の厳延が入り、 元禄7年（1694年）2月、印可を相伝して道統を継承している。
以降、尾張藩剣術指南役は利方の子孫（厳延―厳儔―厳春―厳之―厳久―厳政―厳蕃）がつとめ、現在もその血筋が続く。

## 参考資料
- 『正伝新陰流』柳生厳長、株式会社島津書房、1989年2月
  - 著者は厳蕃の孫。
- 『名古屋市史人物編 下巻』名古屋市役所、国書刊行会、1934年
- 『柳生一族』相川司、伊藤昭共著、株式会社新紀元社、2004年
- 『定本 大和柳生一族―新陰流の系譜』今村嘉雄、新人物往来社、1994年
- 『史料 柳生新陰流〈下巻〉』今村嘉雄、人物往来社、1967年